# Трнозуби чистац
Трнозуби чистац (лат. Stachys atherocalyx) је вишегодишња биљка из фамилије уснатица Lamiaceae. Ова врста се јавља у југоисточној Европи, Украјини, Транскавказу и Малој Азији.

## Опис врсте
Трнозуби чистац је биљка са дрвенастим и разгранатим ризомом, која развија столоне. Висока је до 70 cm, обично је усправна али може бити и делимично пузећа. Најчешће неразграната, покривена је упечатљивим длакама - кратким и крутим, као и дугим и меким. Листови су издужено ланцетасти или линеарни и прекривени су густим сивим длакама и на лицу и на наличју. Дугачки су 5-6 cm и широки 7-10 cm. При дну стабљике су доњи листови који имају лисну дршку, њихов обод је тупо тестерасто назубљен и ушиљеног су врха. Горњи листови су при основи сужени, немају лисну дршку и обод је цео. Брактеје су јајастог облика, нису назубљене и имају издужен шиљати врх. Доње брактеје су дуже од цветова у пршљену, а горње су исте дужине или краће. Цветови су на кратким дршкама и организовани су у привидне пршљенове, који су груписани у привидан клас. У сваком привидном пршљену постоји 8-10 цветова. У доњем делу привидног класа пршљенови су на већој међусобној удаљености него у горњем делу. Чашица је звонаста и дугачка око 1 cm и, као и листови, прекривена је сивим длакама. Као што име врсте сугерише, препознатљива је по чашичним зупцима, који су изузетно дугачки - дужине чашичне цеви или чак дужи. Круница је беличаста или бело жућкаста и на спољашњем делу је прекривена длакама. Горња усна је нешто краћа од доње, трорежњевите усне. Средњи режањ је широко јајаст и има упадљиву пурпурну пегу на основи. Прашнички конци су такоже прекривени длакама, а а плодићи су мрки, троугласти и фино рупичави. Цвета од јуна до јула. 

## Распрострањење у Републици Србији
Трнозуби чистац у Србији настањује затрављена места и шикаре. Познат је један локалитет на Косову, на планини Коритник у околини Призрена. 

## Угроженост и заштита врсте
Као врста са изузетно ограниченим распрострањењем у Србији, у Правилнику о проглашењу и заштити строго заштићених и заштићених дивљих врста биљака, животиња и гљива издвојена је као заштићена врста.

## Галерија
- Цваст трнозубог чисца
- Трнозуби чистац - препознатљиви чашични зупци